# 홍보대사
홍보대사(弘報大使)는 사업이나 상품, 업적 따위의 홍보 활동을 대표하여 담당하는 홍보단을 뜻한다. 홍보대사는 직위가 없으며, 홍보대사를 위촉 받은 연예인들은 최대한 홍보활동에 적극참여하며 역할에 따라 별도의 출연료와 거마비를 받는다.
국가 기관에서 임명한 홍보대사라고 해도 국가의 외교 업무와 아무런 계급이 없는 직위이므로, 대사(大使)를 원래 명칭인 특명전권대사(特命全權大使)로 풀어서 '홍보특명전권대사'처럼 표기하지 않는다.

## 같이 보기
- 대사